# Операция «Баулер»
Операция Баулер (англ. Operation Bowler; итал. Operazione Bowler) — авиаудар ВВС Великобритании по венецианскому порту и инфраструктуре Венеции, осуществлённый 21 марта 1945 года.
Руководил атакой полковник Королевских ВВС Джордж Уэстлейк.

## Военно-оперативная ситуация
В начале 1945 года сети автомобильных и железных дорог на севере Италии был нанесён серьезный ущерб, в результате чего их эксплуатация практически прекратилась; немцы были вынуждены транспортировать свои поставки через порт Венеции, а оттуда прямо к Паданской низменности.
По мнению командования, осуществить нападение на город и его порт было необходимо, несмотря на высокий риск повреждения исторических и архитектурных культурных памятников (во время Итальянской кампании такой риск существовал всегда, как показала битва под Монте-Кассино). Операция была спланирована очень тщательно и таким образом, чтобы избежать повреждения культурных памятников.

## Ход операции
После оценки погодных условий Уэстлейк (на Curtiss P-40 Kittyhawk) возглавил атаку 250-й эскадрильи Королевских ВВС, состоящей из более чем сотни Curtiss P-40 и Mustang P-51, которые могли сбрасывать бомбы из пикирования. Сначала истребители атаковали бронебашенные батареи, а затем сбрасывали на военные объекты бомбы из пикирования, причём с такой точностью, что многие мирные жители, чтобы наблюдать за бомбардировкой, поднимались на крыши домов.

## Результаты
В результате атаки было уничтожено два торговых судна и другие более мелкие лодки. Был серьёзно повреждён большой грузовой корабль, уничтожено пять портовых складов и склад морских мин «Оси» (на месте которого остался кратер диаметром около 90 метров), была полностью уничтожена портовая инфраструктура.
Венецианский порт был фактически уничтожен и им не смогли воспользоваться страны «Оси», когда спустя две недели началась Северо-Итальянская операция союзников против Готской линии.
Полковник Уэстлейк сразу после окончания операции был награждён орденом «За выдающиеся заслуги».